# 元诞 (昌乐王)
元诞（515年—536年5月31日），字子发，河南郡洛阳县（今河南省洛阳市东）人，魏献文帝拓跋弘之孙，相国、高阳文穆王元雍第四子，北魏宗室、官员。

## 生平
元诞年轻时聪明机智，有风度仪表，以通直郎为起家官，升任通直散骑常侍，封新阳县开国伯，食邑三百户。武泰元年（528年），尔朱荣发动河阴之变，元诞的父亲元雍以及三个哥哥元端、元泰、元叡都被杀害，只有元诞得以幸免，后升任中书侍郎，又升任散骑常侍，加号龙骧将军。永安三年十月癸卯朔（530年11月6日），元诞被封为昌乐王，食邑七百户，加号征虏将军，又升任给事黄门侍郎、平东将军，加散骑常侍，又升任征东将军、黄门侍郎。永熙年间，元诞升任侍中、卫将军。魏孝静帝元善见初年，元诞被册拜为司州牧、车骑大将军、仪同三司，加侍中。天平三年岁次丙辰四月甲戌廿六日己亥（536年5月31日），元诞在私人住宅中去世，虚岁廿二，朝廷赠予使持节、侍中、太保、领司徒公、尚书令，司州牧、昌乐王如故，谥号文献，八月己巳朔四日壬申（536年9月4日）葬于邺县西北。元诞没有儿子，以侄子元斌第二子元子亮为后裔。

## 其他
元诞在担任司州牧时期与司州中从事宋游道不和，元诞死后，宋游道却加以过问抚恤。

## 墓志
元诞墓志高76厘米，宽84厘米，三十五行，行三十三字，正中篆书“魏故司徒昌乐王墓铭”九字，1970年出土于漳河北岸磁县双庙公社东小屋大队，1972年由河北省磁县文化馆征集保存。

## 家庭

### 祖父
- 拓跋弘，北魏显祖献文皇帝[1]

### 父亲
- 元雍，北魏相国、高阳文穆王[1]

### 兄弟姐妹
- 元端，北魏散骑常侍、镇东将军、金紫光禄大夫、安德文公
- 元泰，北魏通直散骑常侍、镇东将军、太常卿、高阳文孝王
- 元叡，北魏光禄少卿、济北郡王
- 元勒叉，东魏镇远将军、散骑侍郎、阳平县伯
- 元亘，东魏镇远将军、散骑侍郎、濮阳县伯
- 元伏陀，东魏镇远将军、散骑侍郎、武阳县伯
- 元弥陀，东魏镇远将军、散骑侍郎、新阳县伯
- 拓跋育，西魏使持节、大将军、大都督、淮安王，北周淮安思公
- 元居罗，东魏镇远将军、散骑侍郎、卫县伯
- 元氏，嫁北魏安南将军、光禄大夫皇甫玚
- 元氏，嫁北齐散骑常侍、光禄大夫崔仲文
- 元氏，嫁北魏司州别驾郑幼儒

### 王妃
- 荥阳郑氏，北魏秘书著作郎、持节督豫州诸军事、平东将军、豫州刺史郑敬祖之女[1]

### 后嗣
- 元子亮，元诞的侄孙，过继元诞为后裔